# Marca ungherese
La marca ungherese (Ungarische Mark o Ungarnmark) o Neumark (nuova marca) fu una breve marca creata metà dell'XI secolo dall'imperatore Enrico III come difesa della frontiera con il Regno di Ungheria. Ebbe solo due margravi noti prima di essere annesso alla marca orientale: 
- Liutpoldo, margravio per alcuni giorni alla morte, il 9 dicembre 1043
- Sigfrido I di Sponheim, margravio dal 1045 al 1048/1065

La marca ungherese fu fondata da Enrico III a seguito della sua prima campagna contro l'Ungheria nel 1041. Nel 1043 il re ungherese Samuele Aba fu costretto a firmare un trattato di pace in base al quale abbandonò la terra tra i fiumi Leitha e Fischa con un nuovo confine passante dal delta del Fischa a Strachotín in Moravia. Enrico creò una nuova marca in questo territorio per il figlio maggiore del margravio della dinastia Babenberg Adalberto d'Austria. Quando Liutpoldo morì a Ingelheim pochi giorni dopo la sua nomina, Enrico lo sostituì con il conte della dinastia Sponheim Sigfrido. La capitale della marca era il castello di Sigfrido, la Villa Stilevrida (Stillfried nell'attuale Angern an der March). Secondo lo studioso Koch, la marca ungherese "scomparve" con la morte di Sigfrido nel 1065. I documenti lo citano con il titolo marchio (margravio) solo dal 1045 al 1048; da quest'ultima data è citato solo comes (conte) della Val Pusteria, che egli può aver ricevuto a titolo di risarcimento per aver perso la sua marca. 
La marca ungherese fu chiamata anche "nuova marca" (neumark) perché era una "nuova" marca orientale - una sorta di estensione della marca orientale. Durante il regno del figlio minore di Adalberto, il margravio Ernesto d'Austria, la nuova marca fu unita alla marca orientale.